# 300 спартанців (фільм, 2006)
300 спартанців (англ. 300) — фільм США 2006 року, екранізація коміксу. Нова картина колишнього кліпмейкера Зака Снайдера, який близько двох років до цього зробив вправний рімейк «Світанку мерців» Джорджа Ромеро. Цього разу режисерові довірили екранізацію графічної новели підозрілого до кінематографістів Френка Міллера. І коли Френк Міллер залишився результатом задоволений, то нащадки персів в особі керівництва сучасного Ірану звинуватили Голлівуд у розпалюванні ворожнечі до їхнього народу і тим самим забезпечили стрічці безкоштовне скандальне промо.
Фільм вийшов в український кінопрокат 22 березня 2007 року. Кінодистриб'ютор в Україні, Синергія, не продублював фільму українською для кінопрокату в Україні тож фільм ніколи не виходив в Україні з українським дубляжем.

## Сюжет
Стрічка розповідає про переломну для греко-перської війни Битву під Фермопілами в 480 р. до н. е., коли 300 мужніх спартанців на чолі з царем Леонідом стали насмерть проти багатотисячної армії перського царя Ксеркса.

## В ролях
- Джерард Батлер — цар Леонід
- Девід Венгем — Ділос та оповідач
- Ліна Гіді — цариця Горго
- Джованні Чімміно — Плістарх
- Вінсент Ріган — капітан Артеміс
- Домінік Вест — Терон
- Родріго Санторо — Ксеркс
- Том Вісдом — Астінос
- Ендрю Тірнен — Ефіальт
- Майкл Фассбендер — Стеліос
- Ендрю Плівін — Даксос
- Келлі Крейг — Піфія

## Нагороди
Фільм було номіновано на нагороду MTV Movie Awards (номінація — Найкращий фільм).

## Реліз
Фільм вийшов в український кінопрокат 22 березня 2007 року. Український дистриб'ютор: «Синергія» не створив українського дубляжу для українського кінопрокату. У прем'єрний тиждень прокат в Україні мав 44 копії: 40 — з російським дубляжем, 4 — з українськими субтитрами.

## Касові збори
Під час показу в Україні, що розпочався 22 березня 2007 року, протягом перших вихідних фільм демонстрували на ? екранах, що дозволило йому зібрати $657,279 і посісти 1 місце в кінопрокаті того тижня. Фільм продовжував очолювати український кінопрокат і наступного тижня, адже демонструвався на ? екранах і зібрав за ті вихідні ще $285,304. Загалом фільм в кінопрокаті України зібрав $1,634,440, посівши 7 місце серед найбільш касових фільмів 2007 року.